# Hans-Werner Grosse

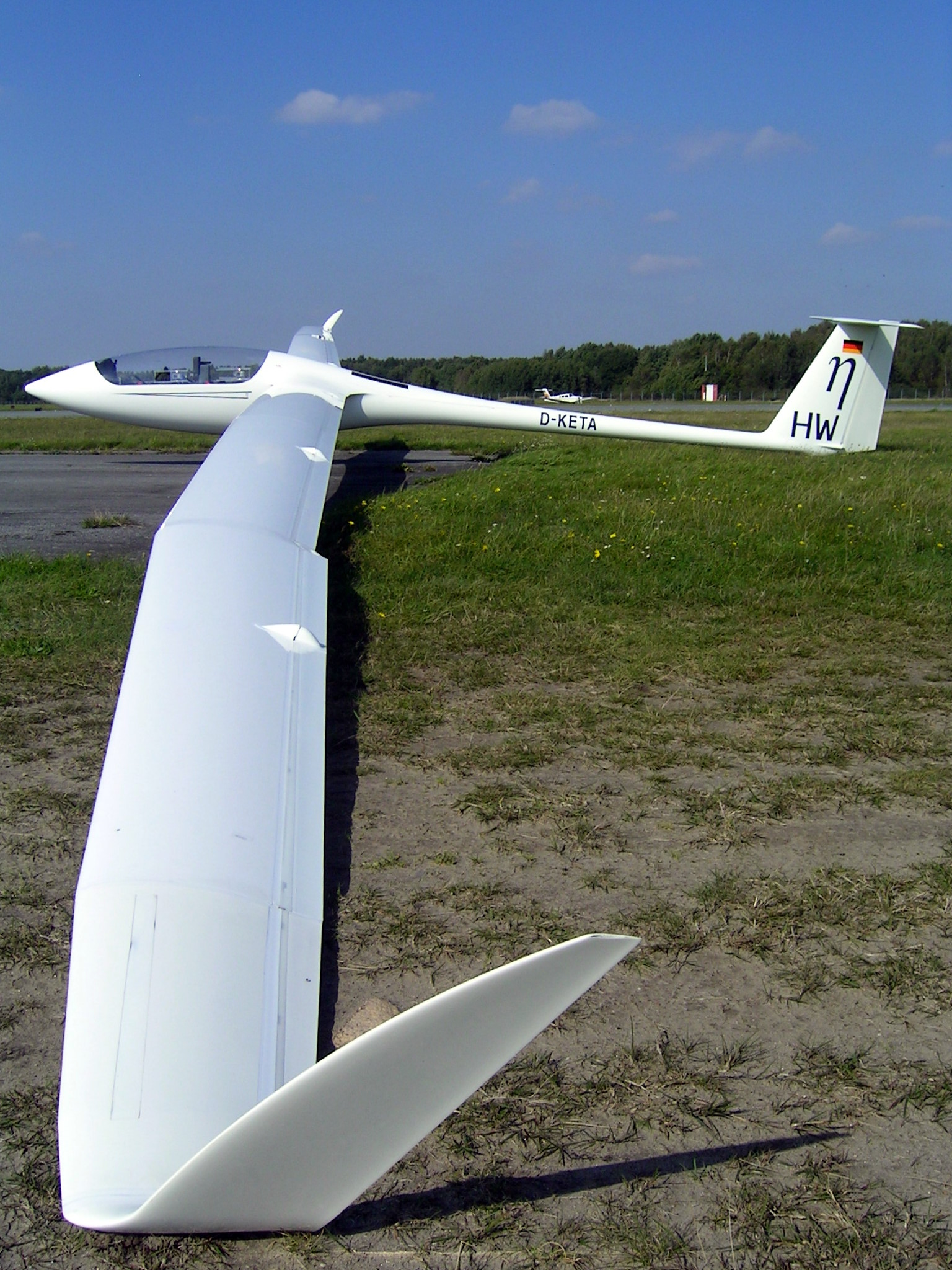
En eta med ett vingspann på 31 meter och ett glidtal på 70.

Hans-Werner Grosse, född 29 november 1922 i Świnoujście, död 18 februari 2021 i Lübeck, var en tysk pilot som är mest känd för sina många rekord inom segelflygning.
Den 25 april 1972 flög Grosse med sitt segelflygplan från Lübeck till Biarritz i Frankrike, en sträcka på 1 460,8  kilometer och nytt världsrekord i distansflygning. Rekordet stod sig till år 2003 då tysken Klaus Ohlmann flög 2 174,5 kilometer i ett sträck i Argentina, men är fortfarande europarekord.

## Biografi
Grosse växte upp och gick i skolan i Altenburg. Han ville bli pilot och började segelflyga under sin tid i Hitlerjugend, men störtade under utbildningen och skadade sig svårt. Under andra världskriget var han bombpilot i Tysklands flygvapen och tvingades bland annat att nödlanda en Junkers Ju 88 i Medelhavet med en brinnande motor år 1944. Han skadades och vårdades länge på sjukhus innan han kunde flyga igen, nu som pilot på Junkers Ju 188 i Nordnorge.
Efter kriget hade Grosse en klädbutik i Lübeck, men han tog också upp segelflygningen igen och började tävla. Han slog 50 olika rekord, varav många i Australien och fortsatte att flyga tills han var långt över 90 år gammal, oftast med sin hustru som copilot.
Grosse var en av initiativtagarna till utvecklingen av eta, världens största svävflygplan med ett vingspann på 31 meter och ett glidtal på 70. Efter Tysklands återförening stödde Gosse utvecklingen av segelflyget i östra Tyskland med materiel och ekonomiska bidrag. Tillsammans med sin fru besökte han många små flygplatser med sin eta och spelade in resorna på film som kan ses på deras kanal på Youtube.